# 儀我美一
儀我 美一（ぎが よしかず）は、日本の数学者。東京大学名誉教授、北海道大学名誉教授、東京大学大学院数理科学研究科特任教授。専門は解析学で特に非線形偏微分方程式。非線形拡散型偏微分方程式の研究で多くの業績を上げた。

## 人物
1981年東京大学大学院理学系研究科修士課程修了、指導教員は藤原大輔。1981年名古屋大学理学部 助手、1985年7月 博士号取得(論文博士)。1986年北海道大学理学部講師、1988年 同 助教授、1991年 同 教授、2005年東京大学大学院数理科学研究科教授。2021年退官、同名誉教授、同特任教授。非線形拡散型偏微分方程式の数学解析とその科学技術諸分野への応用をはじめ、半線形熱方程式の解の爆発の問題、不連続粘性解、高階の変分問題等さまざまな問題にとりくんでいる。

## 職歴
- 1981年 名古屋大学理学部 助手
- 1986年 北海道大学理学部 講師
- 1988年 同 助教授
- 1991年 同 教授
- 2005年 東京大学大学院数理科学研究科教授
- 2021年 同 特任教授

## 業績
- 曲面の発展方程式の研究
- 非線形問題の数理解析

## 顕彰・招待講演
- 1997年 第4回日産科学賞（日産科学振興財団）
- 1999年 日本数学会秋季賞
- 2002年 Highly Cited Researchers (ISI Thomson Scientific)
- 2004年 井上学術賞（井上科学振興財団）
- 2010年 紫綬褒章[3]
- 2018年 ICM 2018 Rio de Janeiro, 招待講演者[4]
- 2023年 日本数学会賞小平邦彦賞